# 柴犬
柴犬（しばいぬ）は、日本原産の日本犬の一種。犬種としての登録名は「柴」。正式な読み方は「しばいぬ」とされ、「しばけん」読みは誤読である。オスは体高38-41 cm、メスは35-38 cmの犬種。

## 概要
中型犬に分類されることがある一方、小型犬と見做されることも多い。ジャパンケネルクラブ（JKC）は、犬種ごとのサイズ区別はしていない。また、公益社団法人日本犬保存会では、小型犬に分類している。
日本の天然記念物に指定された7つの日本犬種（現存は6犬種）の1つで、指定は1936年（昭和11年）12月16日。日本における飼育頭数は最も多い。日本犬保存会（日保）によれば、日本で飼育されている日本犬種（6犬種）のうち、柴犬は約80%を占める。
日本国外でも人気が高く、日本語の読みをそのままローマ字にした「Shiba Inu」、略称の「Shiba」という名前で呼ばれている。

## 名前の由来
「柴犬」という名前は中央高地で使われていたもので、文献上では、昭和初期の日本犬保存会の会誌『日本犬』で用いられている。一般的には、「柴」は小ぶりな雑木を指す。また、「しば犬」「芝犬」という表記も確認されている。
由来には諸説があり、以下の3説が代表的である。
- 柴藪を巧みにくぐり抜けることから[11]。
- 赤褐色の毛色が枯れ柴に似ている（柴赤）ことから。
- 小さなものを表す古語の「柴」から。

## 歴史

### 縄文犬と柴犬

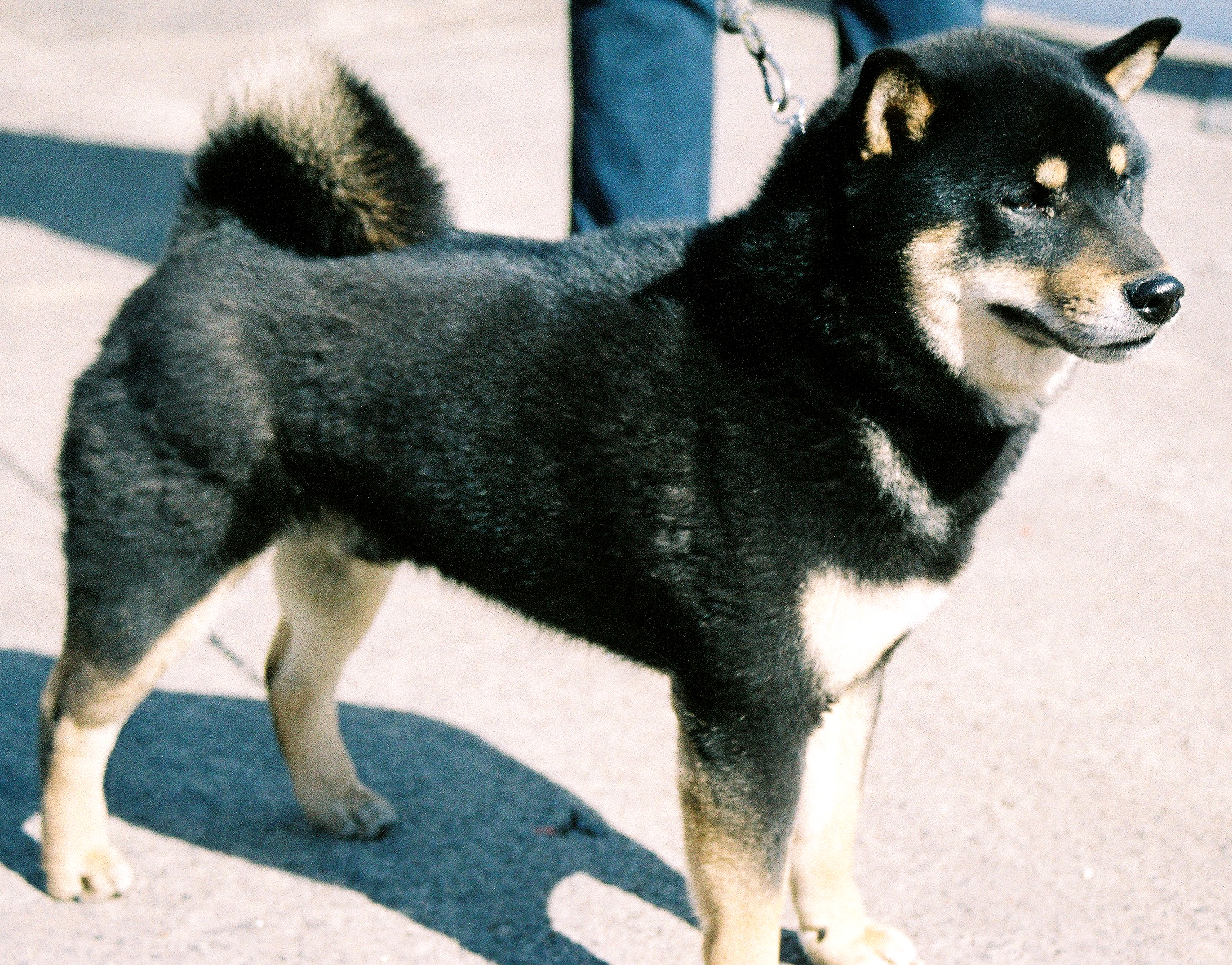
黒毛

日本列島においては縄文時代早期からイヌが出現し、縄文犬と呼ばれている。縄文犬の骨は各地の貝塚から出土しており、これまでに200点以上の犬骨が出土している。縄文犬は猟犬として用いられ、丁重に埋葬された出土事例が多い。人の埋葬に伴う出土事例もあり、特に女性の埋葬に係る呪術的な位置づけであったとする説もある。縄文犬は縄文早期には体高45センチメートル程度の中型犬で、後に島嶼化を起こして小型化し、縄文中期・後期には体高40センチメートル程度になる。弥生時代にはアジア大陸から別系統の弥生犬がもたらされ、縄文犬と形質が異なる。多くは柴系であるとされ毛色は不明であるが、大部分は額段（ストップ）がごく浅く、大きな歯牙を持つ。柴犬の熱心な愛好家には、ほっそりした筋肉質の体格や軽快で俊敏な動き、野性的な鋭い警戒性、人間との強い信頼関係とともに、このような縄文犬の特質を柴犬に求める人もいる。

### 犬種柴犬の誕生

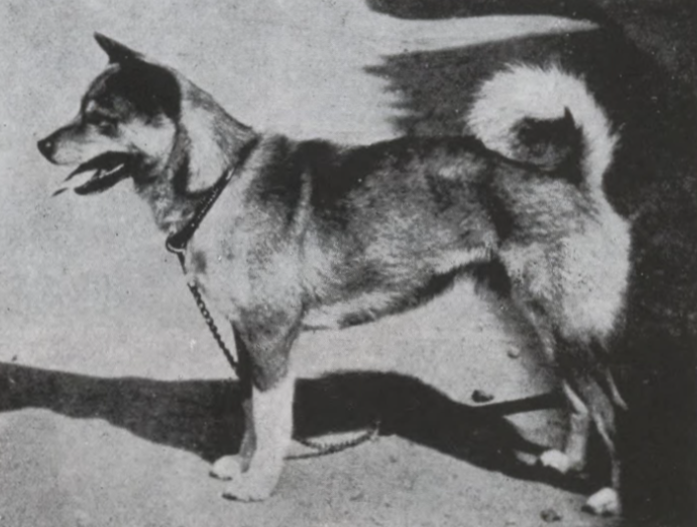
アカ号

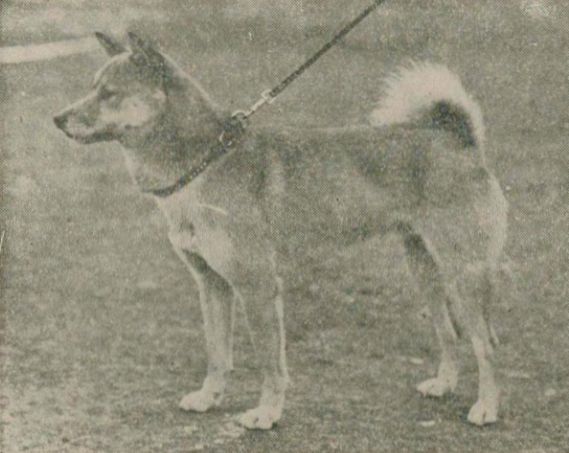
中号

昔から本州各地で飼われ、古くから、ヤマドリやキジなどの鳥、ウサギなどの小動物の狩猟、およびそれに伴う諸作業に用いられてきた犬である。信州（長野県）の川上犬、保科犬、戸隠犬、美濃（岐阜県南部）の美濃柴犬、山陰の石州犬や因幡犬など、分布地域によっていくつかのグループに細分されていた。第二次世界大戦後の食糧難の時代や、その後の1952年（昭和27年）に犬ジステンパーが流行したことによって頭数が激減した。
純粋な日本犬は、洋犬との交雑が進み、大正末期には全国の多くで見かけなくなっていた。このため日本犬保存会が設立された1928年頃から、有志が、山間部の猟師らが飼っていた日本犬を探して譲り受け、「山出しの犬」として育てるようになった。1930年、島根県の二川村(現在 益田市美都町)で日本の古来種である石州犬（地元では石見犬とも言う）の『石』から誕生した。石は1930年生まれの石州犬で、日本犬を探索していた中村鶴吉が島根県二川村（現在の益田市南部）で見出した。コロは山出しの犬のうちの一頭で、日保会報の記事などから高知県本川村（現在のいの町北部）で1935年に生まれたと推定される。この2頭の曾孫に当たる中（なか、1948年4月生まれ）の血統が、毛皮需要や食糧難で激減していた柴犬を戦後復活させる中心になった。このため、石が生まれ育った下山信市の家を増築して「石号記念館」が設けられ、二川地区は「柴犬の聖地石号の里」を掲げて、愛犬家を呼び込む村おこしを図っている。
石号とコロ号の交配により、『アカ号』が誕生。アカ号と鳥取産のハナ号との間に『紅子号』、明月との間に『アカ二号』がそれぞれ誕生。そしてアカ二号と紅子との間に『中号』が誕生して、この中号が中興の祖として柴犬の発展を礎を築いた。
現在大多数を占めているいわゆる信州柴犬は、中号と推奨犬『赤号』『緑松号』の子孫が交配されたものである。これにより長野県各地で名犬が作出された、信州柴犬の名を全国に轟かせた。このため、天然記念物に指定された7犬種の中で、柴犬のみが地方名を冠していない。

## 系統
遺伝的には古くからの血を受け継ぐ品種の一つで、DNA分析からは次のように順次分岐してきたとされている（右図参照）。まず、イヌがハイイロオオカミから分岐した。そのイヌが、（1）柴犬、秋田犬などのアジアスピッツ系、およびチャウチャウ、シャー・ペイなどの青舌マスティフ系になる系統と、（2）バセンジー、アフガン・ハウンドなどのハウンド系およびシベリアン・ハスキー、アラスカン・マラミュートなどの北極スピッツ系になる系統と、に分岐した。その後（1）の系統からシャー・ペイが分岐して別れ、残りが柴犬・チャウチャウ・秋田犬群の系統となった。柴犬はこの時点の系統から最初に分岐しておりDNA分析からは最もオオカミに近い犬種である。なお残りのチャウチャウ・秋田犬群はその後それぞれに分岐した。
柴犬の3内種である信州柴犬・美濃柴犬・山陰柴犬の遺伝的な類縁関係は、信州柴犬と美濃柴犬は近く関係で、山陰柴犬は前2種とは離れた関係である。

## 特性
- 温暖湿潤気候に強い。

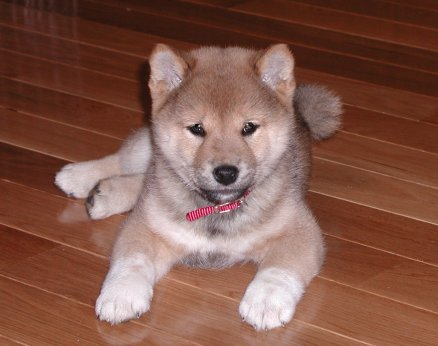
子犬

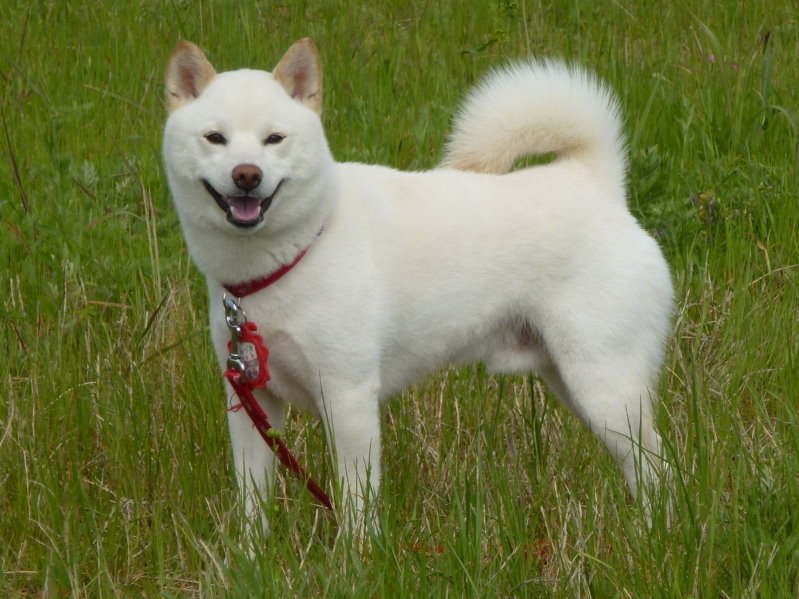
白柴

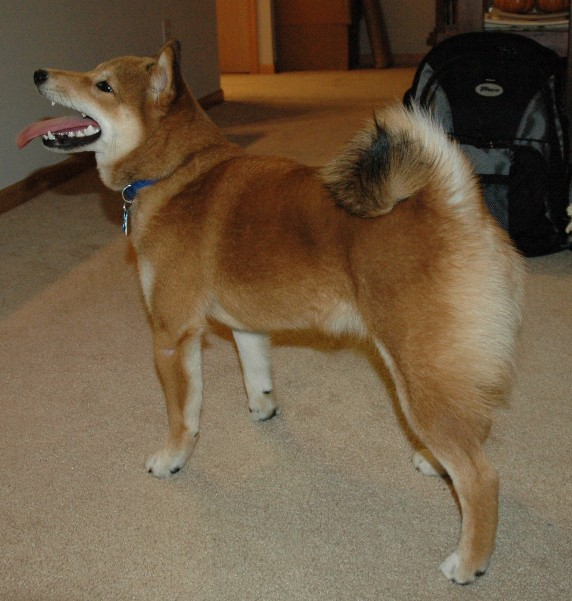
柴犬

- 人間を含めた自分の周りの生き物をランク付けする習性があるので躾で人間の方が上であると教えないと飼い主に反抗する個体になってしまう。躾は1歳頃までに完了しなければ、その後に性格が大きく変わる事はない。躾が成功すれば主人に対しては非常に忠実、よそ者に対しては馴れ馴れしくせず、賢く勇敢で警戒心も強いため、番犬にも適する。
- 本来は山地や山あいで小動物の狩猟を手伝ってきた犬だが、現在は主に家庭犬として愛されている。しかし、今も狩りやニホンザルを追い払うモンキードッグなどをして活躍している柴犬もいる。
- 柴犬の一般的な特徴は、短毛・立ち耳・巻き尾などにある。
- 日本犬保存会の定めた犬種標準では体高が雄38cm - 41cm、雌35cm - 38cm。体重は雄9kg - 11kg程度、雌7kg - 9kg程度[7]。毛色は赤（茶）・胡麻・黒、まれに白などがあり、尾形も左巻き・右巻きなど、個体によって違う。
- 被毛は真っすぐで硬いトップコートと柔らかく縮れたアンダーコートによる二重被毛であり、年2回毛が生え替わる。一般に、雌より雄の方が体高・体長ともにやや大きい。特に赤毛は、柴犬の飼育数の中で8割ほどを占める人気の色である。一方、胡麻毛は色の組み合わせが繊細で生まれる確率が低いため、飼育数が一番少ない[23]。避妊手術のために剃毛された柴犬の腹部：縮れたアンダーコートが見える

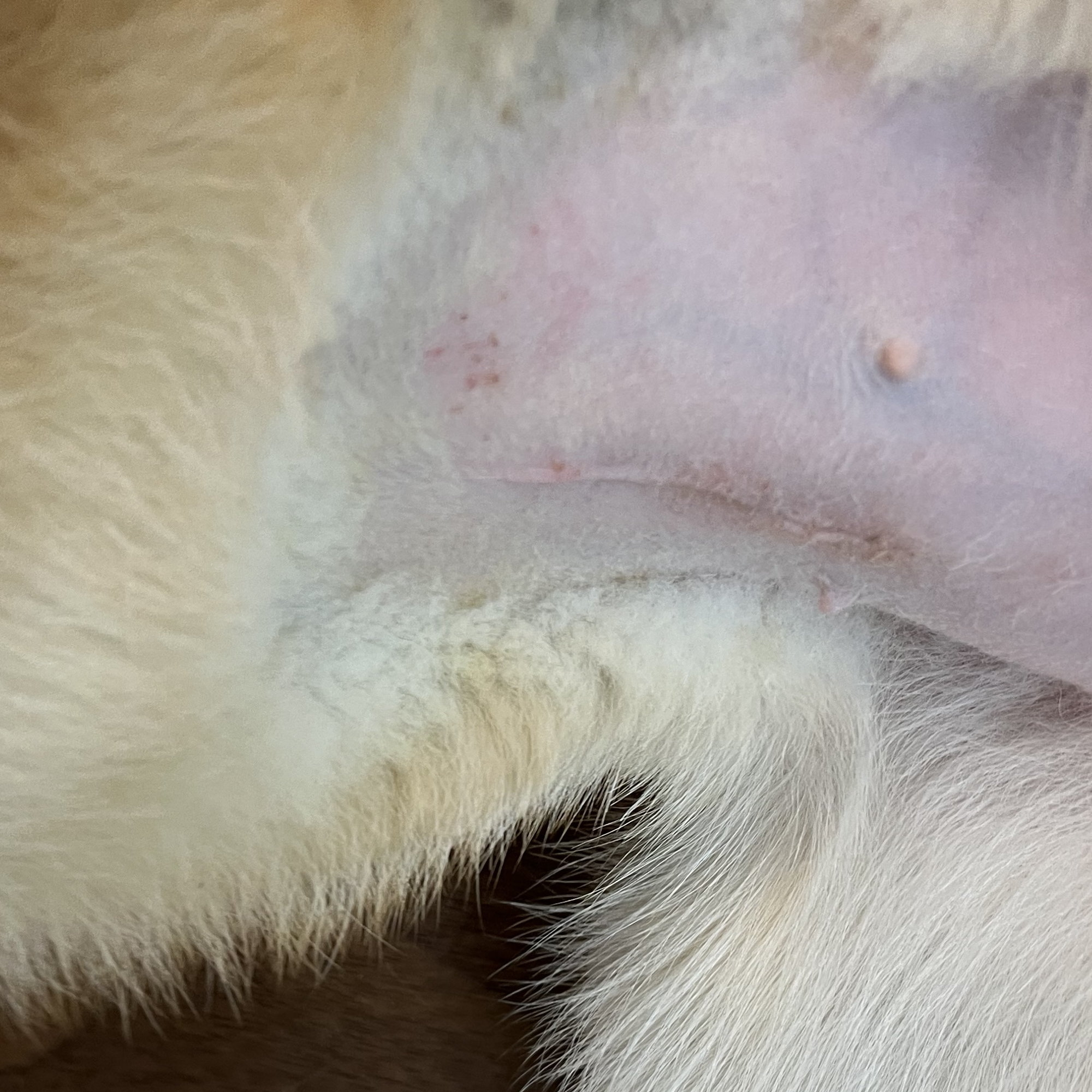
避妊手術のために剃毛された柴犬の腹部：縮れたアンダーコートが見える

- DNA分析からはオオカミに比較的近い犬種とされている[19][24]。
- 柴犬も含めた日本犬の一般的な性格として、主人と認めた人間に比較的忠実であること、かつ警戒心と攻撃性が強めという傾向が挙げられる。古代犬種にしばしば見られるように大胆で独立心が強く、頑固な面も持ち合わせており[12]、洋犬に慣れた人には訓練が難しい場合もある。ただ、番犬向きの警戒心が強い個体だけではなく、ペット向きで見知らぬ人にも友好的な個体も存在する。また、雌よりも雄の方が比較的獰猛であるという傾向がある。
- 獲物を直接追う猟犬として使われてきた長い歴史があり、ガンドッグ（英語版）などの役割に合わせて育成改良された欧州の猟犬と比べ、視界に入った動くものを追いかけて捕らえようとする捕食本能が極めて強い。興奮しやすい面もあり、秋田犬や紀州犬などとともに咬傷事故が多い犬種とされている。
- 柴犬は活発で運動量も多く必要とするため、太らないよう注意が必要である。また、皮膚炎、外耳炎、認知症、緑内障、膀胱炎、アレルギー性皮膚疾患（アトピーやアレルギー）、甲状腺機能低下症などの病気に注意する必要がある[25]。

## 豆柴犬
豆柴犬（まめしばいぬ）は、愛玩用として、通常の柴犬よりも小型の系統のものを選んで交配し、繁殖させた柴犬。あくまでも小柄な柴犬であり、独立した犬種ではない。1955年（昭和30年）頃より、京都（宇治市）樽井荘の鷹倉が交配・繁殖に努めた。
また、2008年（平成20年）よりNPO法人の日本社会福祉愛犬協会（KCジャパン）が、2018年（平成30年）からは一般社団法人日本豆柴犬協会が、それぞれ豆柴犬を独自に公認している。

### 豆柴犬購入によるトラブル
柴犬は年間6万頭 - 7万頭ほど生まれるが、このうち豆柴犬として取引されるのは500頭前後である。昨今、この豆柴の取引におけるトラブルが増えている。前提として、豆柴は小型の柴犬同士を交配させたものに過ぎないため、飼っているうちに豆柴とは言えないほど大きくなってしまうケースが存在する。豆柴はこのことをあらかじめ理解した上で、一般的な柴犬の成犬に見合う環境で飼う必要がある。また、柴犬を幼犬時の食餌制限により成長を抑制し小さく育てたものを売る業者、小柄に生まれた柴犬を豆柴と称して売る業者、普通の柴犬の子犬を豆柴として売る業者なども存在し、それらがトラブルを生む大きな要因となっている。さらに、後述のように豆柴を独立した血統種と認める登録機関は少ないため、実体のない架空の畜犬団体名義の血統書を偽造の上、インターネット上で生体販売した業者が、業務停止命令を発せられる事態にも至っている。
日本犬保存会（日保）、ジャパンケネルクラブ（JKC）など、日本の主要な登録機関では豆柴を犬種として公認しておらず、KCジャパンまたは日本豆柴犬協会の登録個体を新規で本登録・予備登録することは事実上不可能である。

## 地柴
- 十石犬
- 川上犬
- 美濃柴犬
- 山陰柴犬

## 著名な柴犬

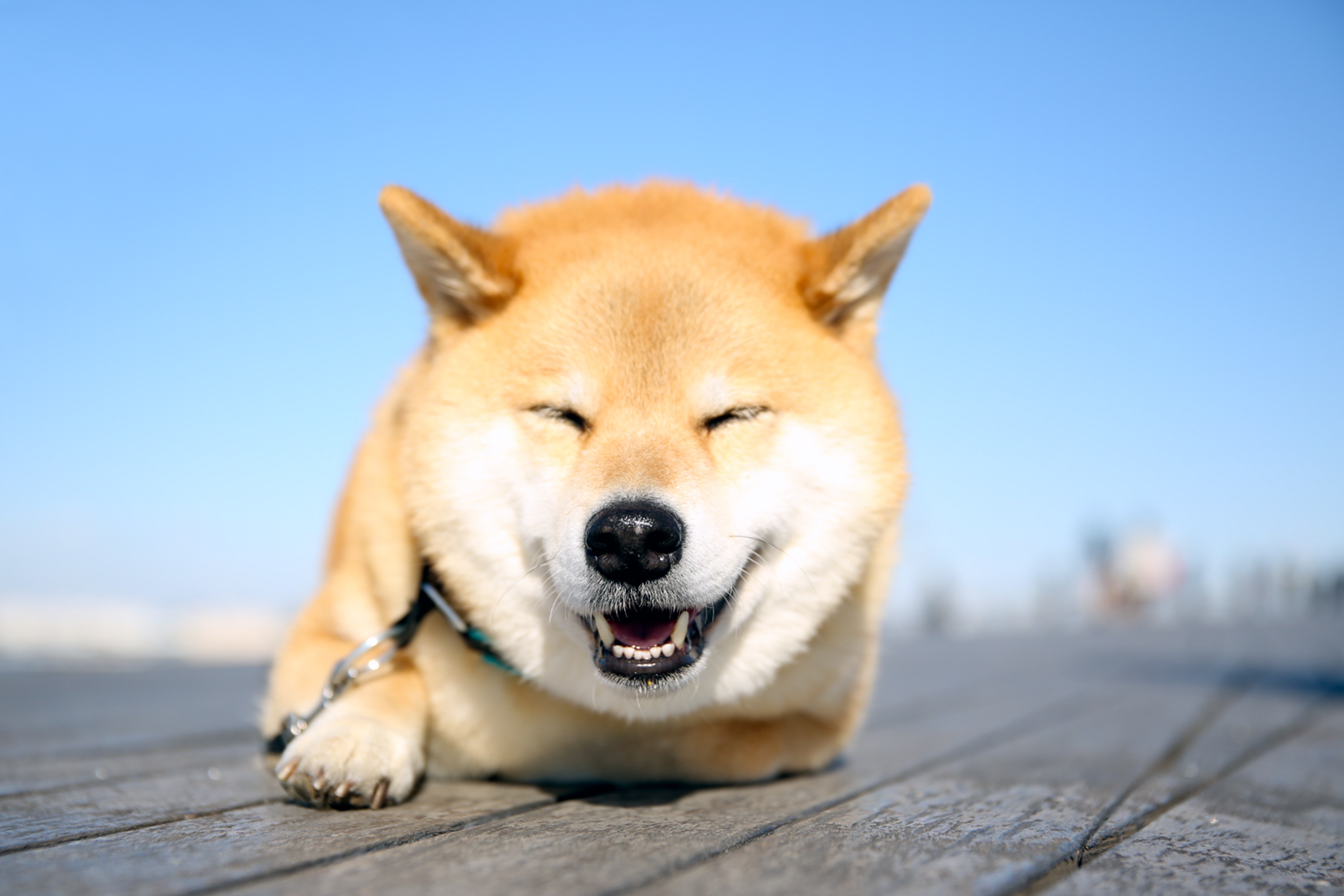
最も影響のある動物100に選出された柴犬まる

- 忠犬タマ公
- 柴犬まる
- かぼす
- らんまる

## 柴犬メインの作品
この一覧では、柴犬が「作品テーマ」となっている作品、もしくは「主要キャラクター」として登場する作品のみを一覧とする。

### 登場する映画・ドラマ
- 柴公園 - 柴犬とその飼い主達を題材にしたテレビドラマとその劇場版。
- 幼獣マメシバシリーズ - 犬をメインにしたテレビドラマとその映画版。
- シバ 縄文犬のゆめ - 犬を題材としたドキュメンタリー映画。
- ひまわりと子犬の7日間 - 実話を元にした犬の映画。
- マリと子犬の物語 - 上記と同じく実話を元にした犬の映画。
- ありがとうジロー - 犬を題材にしたロードムービー。
- 佇むモンスター - 主人公と常に行動を共にし準主役として登場。ホラー映画。

### テレビ番組
- 和風総本家 - 看板犬及び番組のマスコット的存在で登場（豆助）。

### 漫画・アニメ番組
- いとしのムーコ
- 今日のさんぽんた
- 織田シナモン信長
- しばいぬ子さん
- 世界の終わりに柴犬と
- まっすぐにいこう。
- 柴王
- みんなのまめお

### キャラクター
- 豆しば
- しばんばん
- 忠犬もちしば
- もう犬注意
- Doge (ミーム)
- 柴犬兵士 - ロシアに対抗するネットユーザー有志の集団NAFOの象徴

### その他柴犬が登場する作品
- 風が強く吹いている - 同名小説の実写映画版とアニメ版に登場。
- この街の命に - ドラマW枠で放映された動物愛護センターが舞台のテレビドラマ。
- しばわんこの和のこころ - 川浦良枝作の絵物語、およびそれを原作としたアニメ作品。

## ギャラリー

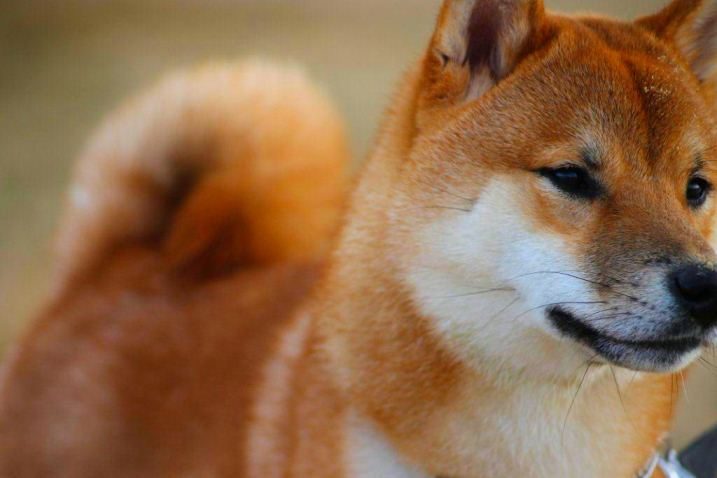
赤柴
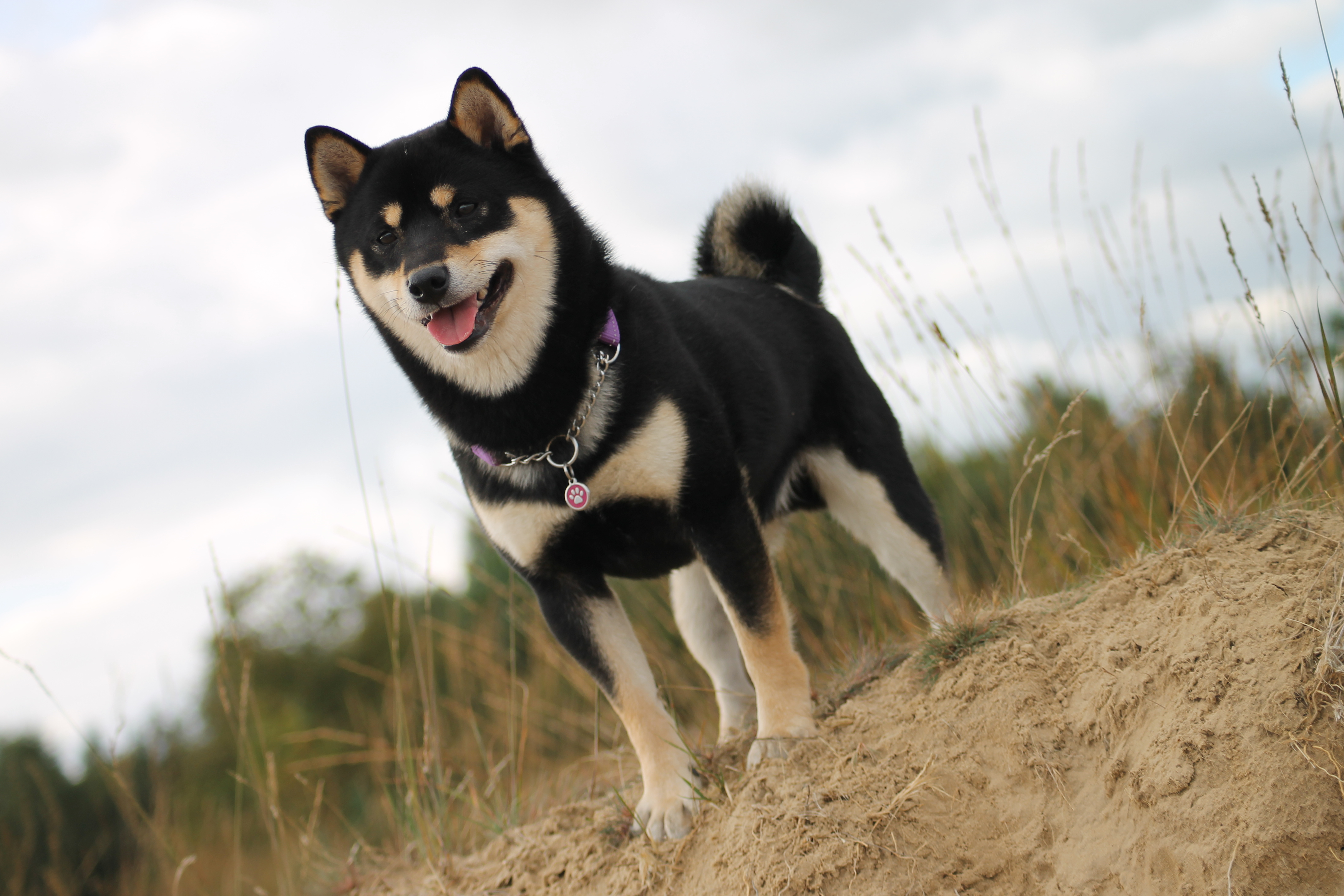
黒柴
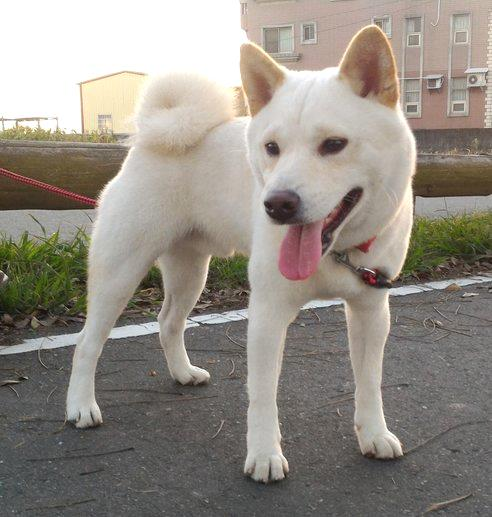
白柴
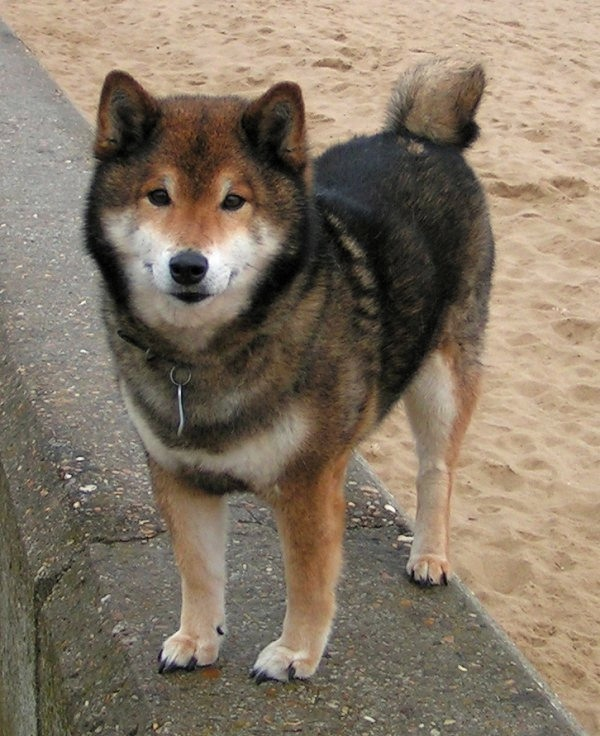
胡麻柴